# Pohřební kaple Khuen-Belasi
Pohřební kaple rodu Khuen-Belasi (případně Khuen-Belassy nebo Khuen-Belassi) je novorománská pohřební kaple, vybudovaná v roce 1899 na hřbitově v Hrušovanech nad Jevišovkou. V hrobce jsou pochováni poslední majitelé hrušovanského zámku a panství, hraběnka Anna Kammel (roz. Hardegg), její manžel Karel Kammel a jejich dcera Emanuela Khuen-Belasi se svým manželem Eduardem Khuen-Belasi. Majitelem nemovitosti je obec.

## Stavební podoba
Kaple oktogonálního půdorysu s vystupující předsíní a presbytářem se nachází v centrální poloze městského hřbitova a je ohrazena čtvercovým železným plotem. Průčelí kaple jsou prolomena třemi okenními otvory, na bočních průčelích vysokými půlkruhově zaklenutými okenními otvory s profilovanými šambránami. Okenní výplně i skleněné plochy dřevěných rámových dveří a nadsvětlíku jsou opatřeny vitrážemi. Fasáda je provedena formou režného cihlového zdiva se štukovou profilací a pásy horizontálního zubořezu. Střecha má tvar polygonálního jehlanu, ze kterého vyrůstá rovněž polygonální lucerna zastřešená helmicí s křížem. Součástí presbytáře kaple je stupňovaný kamenný pomník, z něhož vychází latinský kříž s korpusem a nápisovou páskou (viz níže).
V hrobce pod kaplí jsou umístěny čtyři rakve. V poválečném období byla kaple využívána jako márnice, později jako skladiště pro údržbu hřbitova. To vše vedlo k její postupné devastaci.

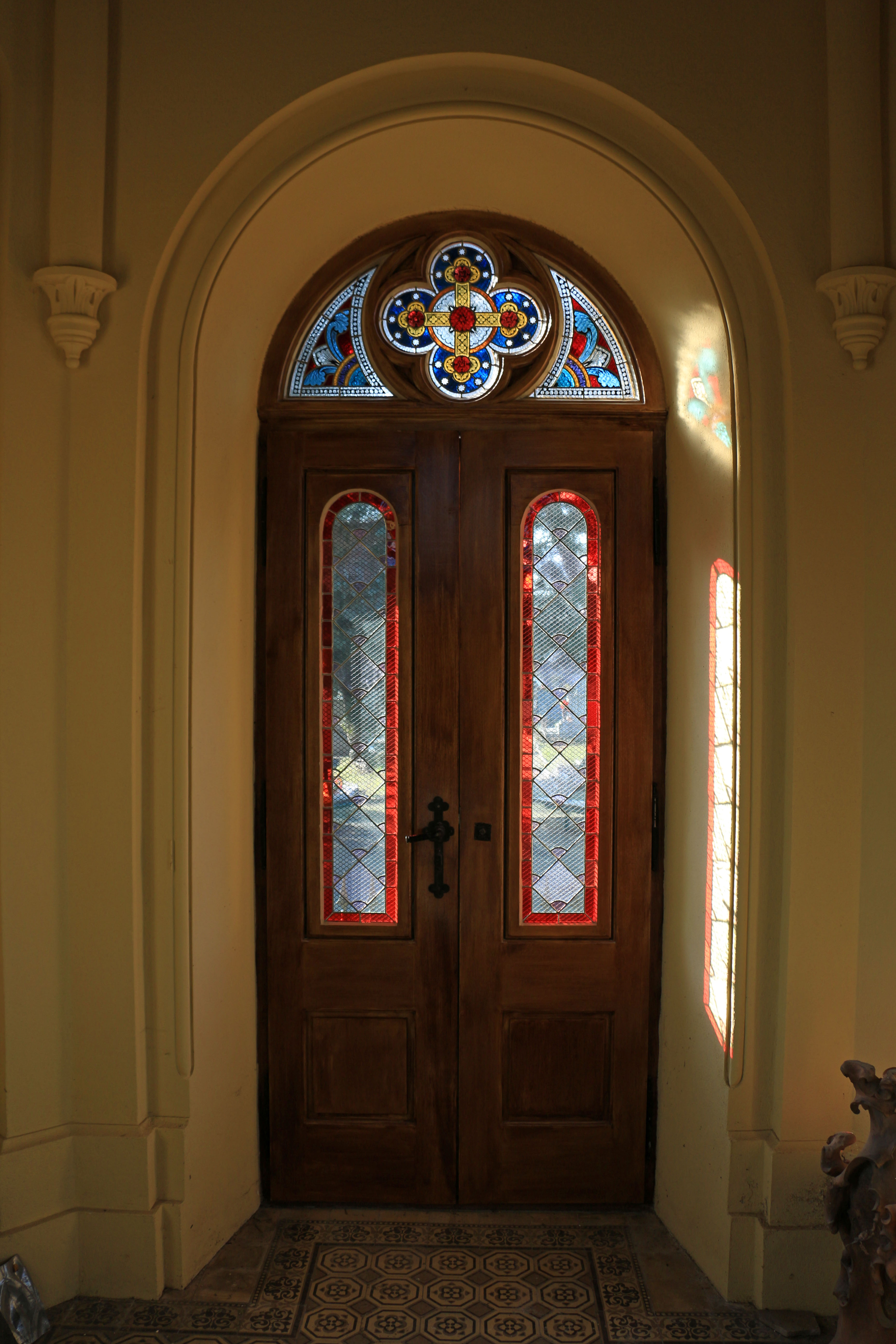
Vstupní dveře s vitráží, pohled z interiéru.
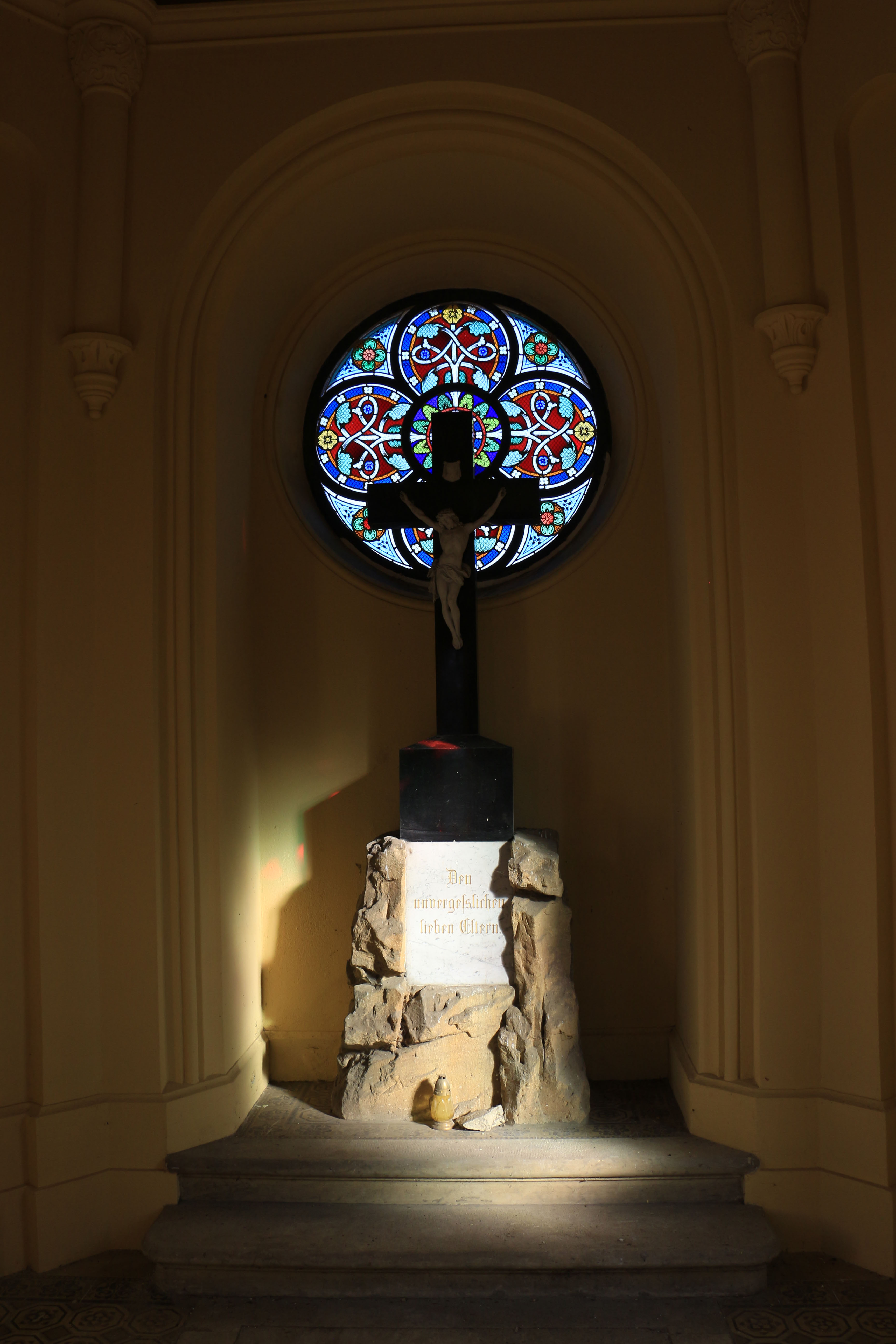
Kříž na kamenném pomníku, okenní vitráž, pohled z interiéru.

## Epigrafika
V roce 2010 provedl Ing. Miroslav Fousek dokumentaci nápisů v kapli a hrobce:

###### Kamenný kříž v kapli
Den unvergesslichen Lieben Eltern (Nezapomenutelným milým rodičům).

###### Štítky na rakvích v hrobce
Anna Kammel: Frau Anna Kammel Edle von Hardegger geb. Gräfin von Hardegg von Glatz und im Machland 2. Dezbr 1879 Grussbach.
Emanuela Khuen-Belasi: Emanuela Grafin Khuen – Belasi +15/XI 1927.
V roce 1994 byl při fotodokumentaci pořízen M. Fouskem snímek interiéru kaple, na kterém je vedle kříže umístěna náhrobní deska s nápisem Reichgräfin Emanuela Khuen-Belasi geb. Kammel Edle von Hardegg (Svobodná hraběnka Emanuela Khuen-Belasi, roz. Kamellová, šlechtična z Hardegga). Při průzkumu v roce 2010 již tato deska v kapli nebyla a není známo její současné umístění.

## Opravy většího rozsahu
V roce 2009 byla provedena oprava střechy. Částečně byla vyměněna konstrukce krovů a nově byla položena střešní krytina (střecha a kopule s lucernou) z lisovaných a tepaných prvků za použití zinkového plechu profilovaného dle původního tvaru. Realizovaná oprava střechy se zúčastnila třetího ročníku soutěže Nejlépe opravená památka Jihomoravského kraje v roce 2009, kde obsadila 2. místo.
V roce 2011 proběhla obnova fasády – čištění zdiva tlakovou vodou, odbourání kamenného soklu, otryskání a zpětná montáž, doplnění zdiva říms a fasádních prvků atd. Uskutečněná rekonstrukce se zúčastnila pátého ročníku soutěže Nejlépe opravená památka Jihomoravského kraje v roce 2011, kde obsadila 2. místo.